# Fjällgås
Fjällgås (Anser erythropus) är en liten grå gås som häckar i nordligaste Fennoskandien och Sibirien, och vars population har minskat drastiskt under 1900-talet.

## Utseende och läte

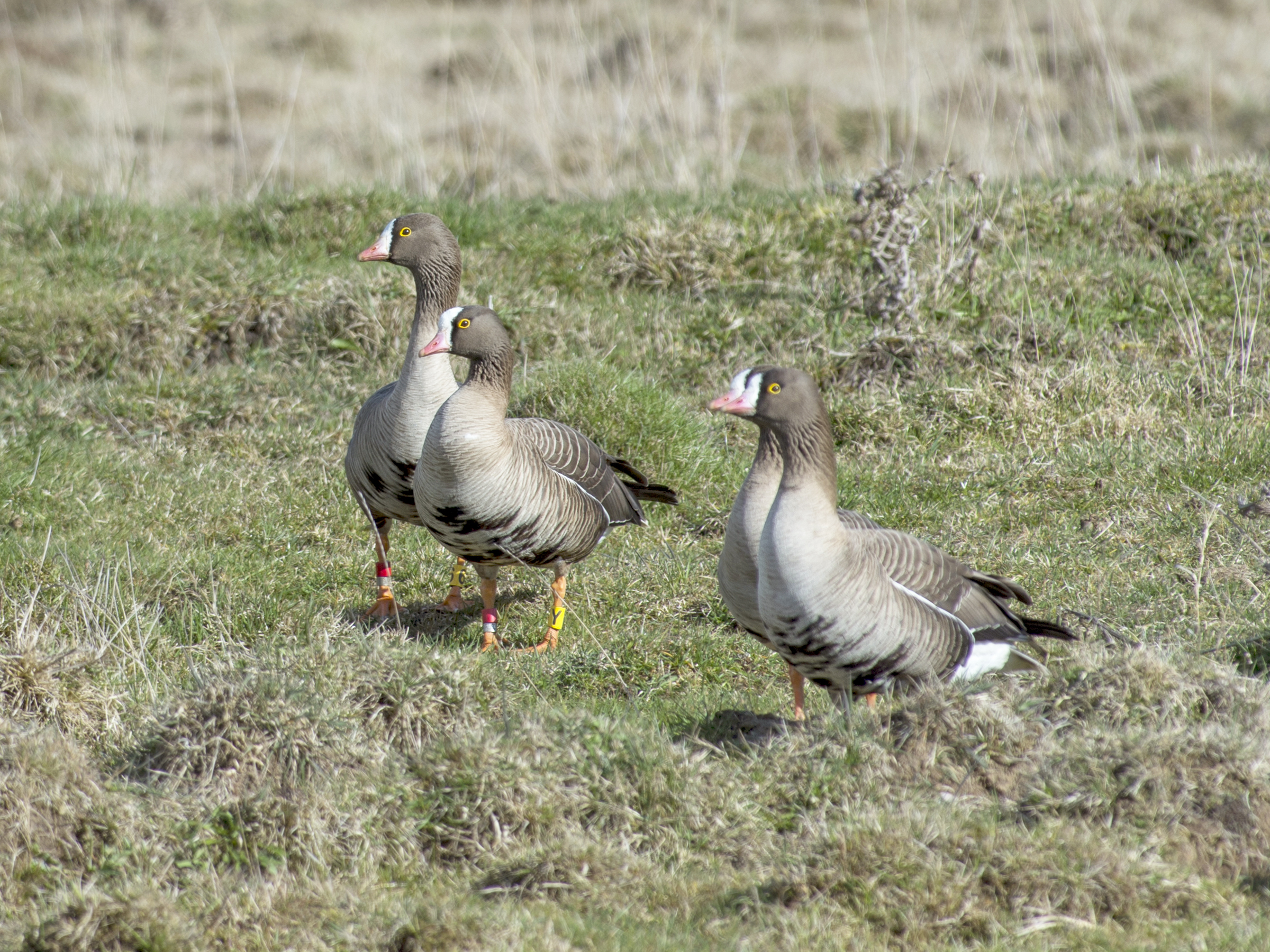
Fyra fjällgäss fotograferade under flytten norrut, i Östergötland.

Fjällgåsen påminner om den närbesläktade bläsgåsen (A. albifrons), men är mindre, mörkare (främst huvudet), har kortare hals och näbb och brant panna samt en tydlig gul ring runt ögonen. Den är en liten gås som mäter 53 till 66 centimeter, det vill säga i storleken som en gräsand. Den har ett vingspann på 120–135 cm och en genomsnittlig vikt på 1 400 till 2 200 gram. Det tydligaste kännetecknet är dock den gula orbitalringen runt ögat, som dock kan vara svår att se på håll. Fjällgåsen är relativt svårbestämd, speciellt sträckande fåglar, eftersom Anser-gäss har stora individuella skillnader vad gäller storlek. Den har precis som bläsgåsen en vit fläck (så kallad bläs) i pannan och kraftiga svarta streck över buken.
Dess vanligaste lockläte är ett två- eller trestavigt, stötvis nasalt trumpetande. Dess läte påminner om spetsbergsgåsen men brukar oftast vara lägre i tonhöjd.

## Utbredning
Fjällgåsen finns idag fragmentariskt som häckfågel i ett område från Skandinaviens norra fjälltrakter till östra Sibirien. Den är en flyttfågel vars övervintringsområden än idag inte är klarlagda och då arten minskat så kraftigt kommer många av dess tidigare övervintringsområden kanske aldrig att avslöjas. Ursprungligen flyttade merparten av den fennoskandiska populationen utmed en centraleuropeisk flyttkorridor via Finland, Baltikum och Ungern. En mindre del flyttade också via en atlantisk flyttkorridor via Danmark. Vissa övervintrade i Storbritannien, medan andra förmodligen övervintrade i Nederländerna, Belgien och Spanien. Den sibiriska populationen övervintrar i Centralasien från Kazakstan i väst via Uzbekistan, Turkmenistan, norra Indien och Kina till Nord- och Sydkorea, Japan och Taiwan i öst.

### Förekomst i Sverige

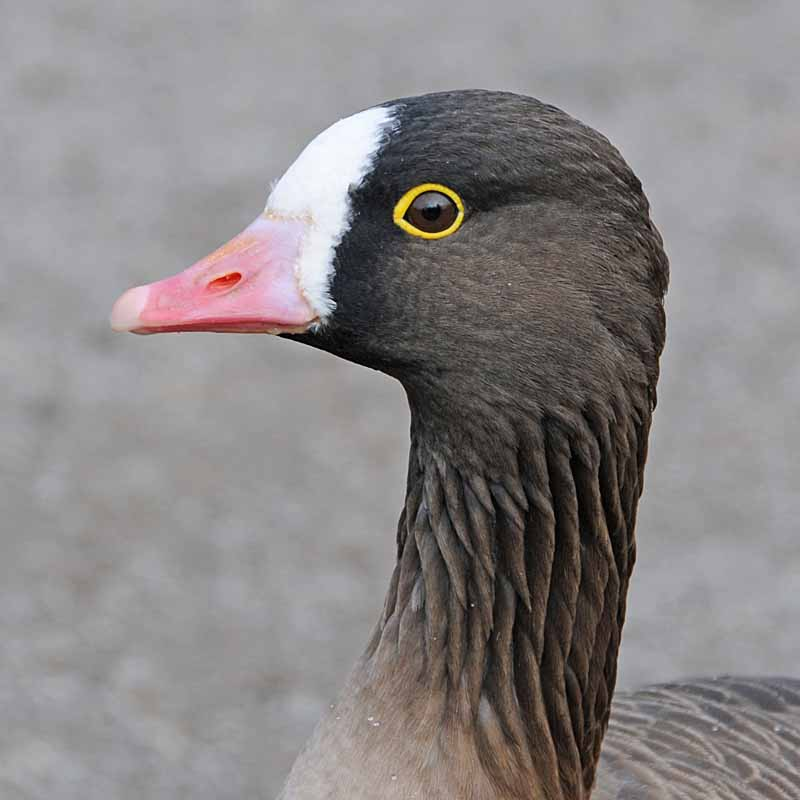
Parkfågel.

Den ursprungliga svenska häckningspopulationen av fjällgås är utdöd sedan 1990-talet och beståndet som finns idag är sannolikt en blandning av utplanterade och ursprungliga fjällgäss och dess avkomma. Så sent som i slutet av 1930-talet var dock fjällgås vanligare än grågås i Västerbottens kustland.

## Ekologi
Fjällgåsens häckningsbiotop sträcker sig från björkzonen och upp ovan trädgränsen till ungefär 700 meters höjd. Normalt häckar den första gången vid tre års ålder. Fjällgåsen häckar ofta i mindre grupper och föredrar områden där gräset är lågt, i områden med vatten, från myrmark, mindre gölar och bäckar till större sjösystem. Boet placeras ofta i lä i buskvegetation på en upphöjning av vitmossa eller dylikt och består av en uppskrapad grop som fodrats med ett tjockt lager grått dun. Under perioden maj till juni lägger fjällgåsen en kull med vanligtvis fyra till sex ägg, vilka ruvas av honan. Äggen kläcks efter 25 till 28 dygn, och ungarna tas sedan om hand av båda föräldrarna tills de är flygga efter 35 till 40 dygn. Paret är monogamt och familjen håller samman till följande vår. Födan består huvudsaklig av gräs och örter.

## Status och hot
Idag finns den största koncentrationen av häckande fjällgås i Ryssland men denna har minskat drastiskt. ArtDatabanken uppskattade att det år 2004 i Sverige fanns tio till 15 häckande par (alla tillhörande den genom utplanteringar förstärkta populationen) och i Finnmarken cirka 15 par. Världspopulationen uppskattas idag till 28 000–33 000 individer. Populationen är liten, delvis fragmentariserad och minskande och är därför upptagen på IUCN:s rödlista över hotade arter och är där kategoriserad som sårbar (VU). I Sverige klassas den som akut hotad (CR).
Det var kring 1940- och 50-talet som den västpalearktiska populationen av fjällgås kollapsade, och den fennoskandiska populationen minskade från drygt 10 000 individer i början av 1900-talet till dagens cirka 20 par. Största orsaken till världspopulationens kraftiga minskning beror förmodligen på förändringar och nya hot utmed flyttvägarna och på övervintringslokalerna. Bland annat har jakten av fjällgåsen spelat en stor roll i detta, även efter att arten fått skyddsstatus, eftersom ett stort antal skjuts på grund av svårigheten att särskilja dem ifrån den vanligare bläsgåsen. Exempelvis sköts på mitten av 1960-talet i genomsnitt 25 flyttande fjällgäss om året i Danmark.
Den största rapporterade koncentrationen av fjällgås, under de senaste 15 åren, var en rastande flock på 13 700 fåglar som observerades i Dongtingsjön i Kina i februari 1997. Tyvärr har Dongtingsjön, som är Kinas näst största sötvattensjö, under de senare tio åren förorenats kraftigt vilket minskat fiske- och fågelbestånden.
För att försöka rädda arten i Sverige har ett åtgärdsprogram tagits fram av Naturvårdsverket.

### Åtgärdsprogram för fjällgåsen i Sverige

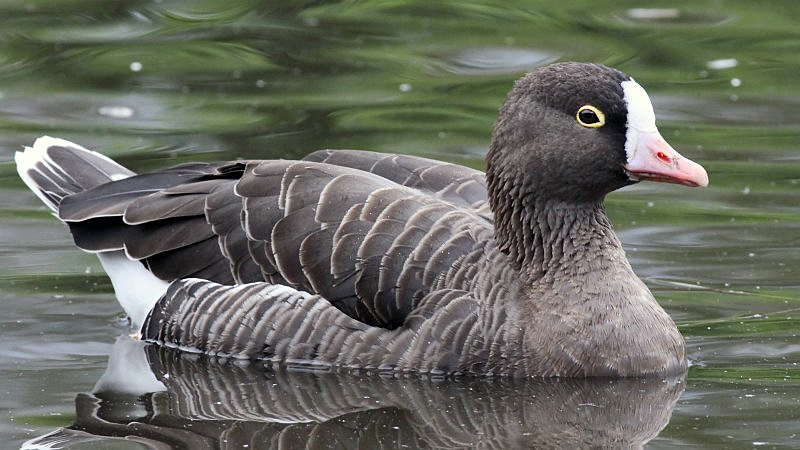
Simmande fjällgås (parkfågel).

Det svenska Projekt Fjällgås startades av Lambart von Essen i slutet av 1970-talet och svenska Jägareförbundet har varit huvudman för projektet sedan starten. Projektet inriktade sig främst på att etablera en säker flyttväg för fjällgäss då framförallt jakten på gäss utmed den vanligaste flyttvägen över östra Europa och Mellanöstern framstod som det största hotet mot arten i Sverige. För att lyckas med detta påbörjades ett avelsprogram för fjällgäss. Den första avelspopulationen skapades utifrån gäss som återfanns i fångenskap tillsammans med ett fåtal vilda fjällgäss.
Generellt återvänder gäss till den plats där de lärt sig att flyga, så genom att prägla fjällgåsungar på vitkindade gäss, som fångades i det vilda och övervintrade i Holland, var tanken att man kunde lära dessa fjällgäss att övervintra i Holland. Fjällgåsungarna tillsammans med sina fosterföräldrar flögs upp till ett område i svenska Lappland. När hösten kom flyttade så den blandade gåsflocken till Holland. Vid nästföljande års vårflyttning stannade de vitkindade gässen i Mellansverige för att häcka medan fjällgässen fortsatte mot Lappland. Idag (2011) finns det en population av fjällgäss som häckar i Arjeplogs fjällvärld i  Lappland med några tiotal par trots att utsättningarna av fjällgäss slutade 1999.
Projektet ansågs länge vara en framgång men när projektet undersökte den genetiska statusen, för inavel och dylikt, upptäcktes att vissa individer bar på genetiskt inslag av bläsgås, vilket är en närbesläktad gåsart. När detta uppdagades 1999, stoppade projektet genast sina utsättningar. Därefter började en lång och hård debatt om hur stort hot det genetiska inslaget kunde vara mot andra vilda fjällgäss. Åsikterna gick tydligt isär och vissa menade att alla gäss som härstammade från projektets arbete genast skulle avlivas medan det fanns andra som menade att utsättningarna skulle fortsätta med samma avelspopulation som innan.
Under tiden fortsatte fjällgässen som härstammade från projektet att häcka och producera ungar. I mars 2011 fastställdes det svenska Åtgärdsprogrammet för Fjällgås. I detta framgår att Sverige inte kan avliva den svenska populationen då detta anses vara en oproportionerlig åtgärd. För att minimera eventuella genetiska hot mot andra fjällgåspopulationer så ska man sätta ut fjällgäss av vilt ursprung. Under 2000-talet har Projekt Fjällgås nystartat och byggt upp en avelspopulation som bygger på fjällgäss som fångats på västryska tundran. De första utsättningarna skedde i försöksform 2010. Vid dessa utsättningar användes inte viktindade gäss som forsterföräldrar utan projektet försöker hitta ett sätt för de inplanterade fjällgässen att ansluta sig till flockar av vilda fjällgäss. Fram t.o.m 2020 har mer än 600 fjällgäss satts ut. Svenska Jägareförbundet är fortfarande huvudman för projektet i ett samarbete med Nordens Ark.
I en vetenskaplig rapport 2020 i Scientific Reports 10 visades bl.a. att inga främmande gener från andra gåsarter finns i den svenska fjällgåspopulationen, men att den har en högre grad av inavel jämfört med de ryska och norska populationerna.

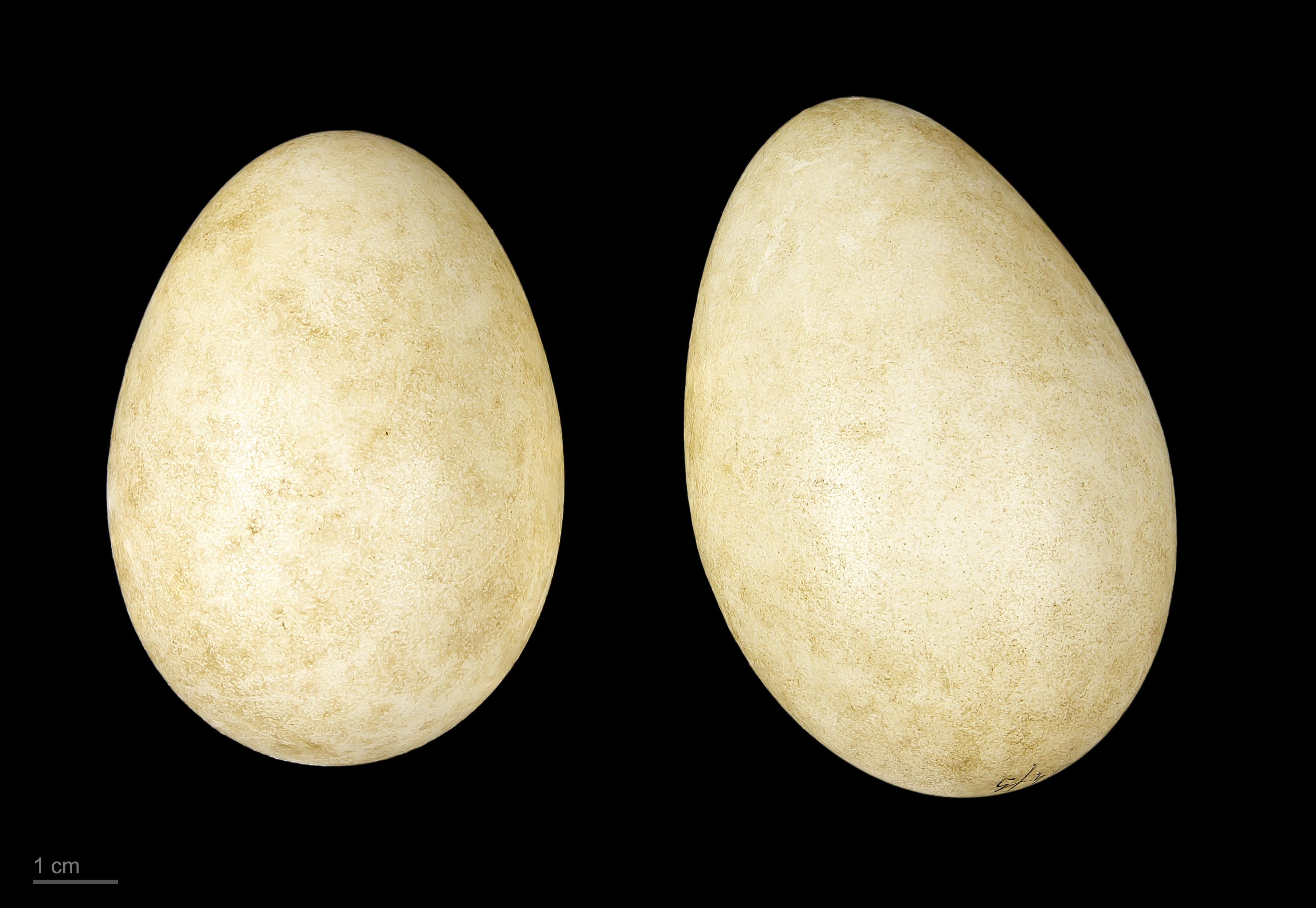
Fjällgåsens ägg

## Namn
Fjällgåsen har också kallats för dvärggås, exempelvis i Nordisk familjebok från 1883 där den också bar det vetenskapliga namnet A. minutus.